# Анел Гусич
Анел Карім Гусич (фр. Anel Karim Husić, нар. 1 березня 2001, Івердон-ле-Бен, Швейцарія) — швейцарський футболіст боснійського походження, центральний захисник хорватського клубу «Рієка».

## Ігрова кар'єра

### Клубна
Анел Гусич починав займатися футболом у своєму рідному місті Івердон. Пізніше він приєднався до молодіжного складу клубу «Лозанна-Спорт». Починаючи з 2019 року Гусич виступав за дублюючий склад «Лозанни». 
У 2021 році футболіст підписав з клубом перший професійний контракт і був включений до складу головної команди клубу, яка вийшла до Суперліги. За час виступів у «Лозанні» Гусич встиг вилетіти до Другого дивізіону та знову повернутися до еліти. 
У лютому 2024 року Гусич перейшов до складу чинного чемпіона країни — «Янг Бойз», з яким у першому ж сезоні став чемпіоном країни. Контракт із клубом підписаний до літа 2027 року.

### Збірна
З 2021 по 2022 роки Анел Гусич провів вісім матчів у складі молодіжної збірної Швейцарії.

## Титули
Янг Бойз
 Чемпіон Швейцарії: 2023/24